# En patrouille
En patrouille (titre original : The Deep Six) est un film de guerre américain réalisé par Rudolph Maté, sorti en 1958.

## Synopsis
Le film est une libre adaptation d'un roman de Martin Dibner paru en 1953 sur la deuxième guerre mondiale.

## Fiche technique
- Titre original : The Deep Six
- Titre video (France) : Commando du Pacifique
- Réalisation : Rudolph Maté, assisté de John Waters
- Scénario : Harry Brown d'après un roman de Martin Dibner
- Production :  Jaguar Productions
- Lieu de tournage :  Warner Brothers Burbank Studios
- Musique : David Buttolph
- Image : John F. Seitz
- Montage : Roland Gross (en)
- Durée : 105, 108 ou 110 minutes
- Distribution : Warner Bros. Pictures, Inc.
- Dates de sortie : 
  - États-Unis : 18 janvier 1958
  - France : 9 janvier 1959

## Distribution
- Alan Ladd : Alexander 'Alec' Austen
- Dianne Foster : Susan Cahill
- William Bendix : 'Frenchy' Shapiro
- Keenan Wynn : Lt. Comdr. Mike Edge
- James Whitmore : Comdr. Warren Meredith
- Efrem Zimbalist II : Lieut. Blanchard
- Joey Bishop : Ski Krokowski
- Jerry Mathers : Steve Innes